# 統一社会党 (韓国)
統一社会党は、第三共和国・第四共和国時代の韓国に存在した民主社会主義政党である。略称は統社党。

## 概要
1960年7月の総選挙において進歩主義勢力は、社会大衆党や韓国社会党などを結成して、選挙に臨んだが、4月革命以降に活動を始めたため、保守政党の民主党と比べて準備期間が短く、また、選挙資金も貧弱だったため、進歩主義系政党全体で民議院5議席（社大4＋社会1）、参議院2議席（社大1＋社会1）と惨敗を喫した。選挙で惨敗し、政治的基盤を失ってしまった進歩主義勢力は分裂、離合集散を繰り返していたが、進歩主義勢力内の中道右派グループが結集して、1961年1月21日に「統一社会党」が結成された。しかし、結成から間もない、5月に発生した5・16軍事クーデターによって解散させられた。その後、1965年6月に日本から帰国した金哲によって1967年4月に再建された。
1972年10月17日の「十月維新」の後、同年12月に改正政党法と新国会議員選挙法が公布されたことで政党設立要件が強化され、最低でも25の地区党と1地区につき50名以上の党員が必要になったが、党員の印鑑証明を求められた時、採用で不利になることを恐れ、応じられなくなったため、要件を満たすことができず政党登録が取り消された。
その後、1974年1月に、改めて政党登録（代表＝安弼洙） がなされたが、維新体制下で政治活動できる場は限られていた。そして、朴正煕大統領が暗殺（10・26事件）された翌年1980年に公布された第五共和国憲法の附則によって、解散された。解散後、統社党の一部勢力は1981年1月に民主社会党（民社党）を結成した。

## 参考資料
- 尹景徹『分断後の韓国政治 : 一九四五〜一九八六年』木鐸社、1986年11月30日。NDLJP:12173192。
- 金容権編著『朝鮮韓国近現代史』日本評論社